# سیارک ۲۷۲
سیارک ۲۷۲ (به انگلیسی: 272 Antonia) دویست و هفتاد و دومین سیارک کشف شده‌است که در ۴ فوریه ۱۸۸۸ و در نیس کشف شد.
قدر مطلق سیارک برابر ۱۰٫۷۰ است.